# Односи Србије и Јужне Кореје
Односи Србије и Јужне Кореје су инострани односи Републике Србије и Републике Кореје.

## Билатерални односи
Званични дипломатски односи су успостављени 27. децембра 1989. године.
Јужна Кореја је признала једностарано проглашење независности Косова. Јужна Кореја је била уздржана приликом гласања о пријему Косова у УНЕСКО.

### Економски односи
- У 2020. години робна размена је износила 273,3 милиона долара (извоз из РС 6,2 мил УСД, увоз у РС 267,1 милион долара).
- У 2019. години робна размена је износила 218,7 милиона долара (извоз из РС: 5,7 милиона УСД; увоз у РС: 213 милиона).
- У 2018. години робна размена је износила 231,7 милиона долара (извоз из РС: 6,7 милиона УСД; увоз у РС: 225 милиона долара).[2][3]

Компанија YURA, која се бави производњом ауто-делова, је 2010. године преузела „Заставу електро" из Раче, што је представљало прву корејску инвестицију у Србији. Ова корејска фирма је у наредне две године отворила још три фабрике аутомобилских каблова у Нишу и Лесковцу.
Асоцијација корејских увозника - КОIМА потписала је Меморандум о сарадњи са СИЕПА и организовала посете Србији делегација увозника 2012. и 2013. године. Корејска агенција за унапређење трговине КОТРА у децембру 2015. је отворила представништво у Београду и потписала Меморандум о разумевању са Министарством привреде Р. Србије.

### Дипломатски представници

#### У Београду
- Ли Ђеунг, амбасадор, 2022. -
- Хјоунг-чан Чое, амбасадор, 2018. - 2021.
- Дае Џонг Јо, амбасадор, 2016. - 2018.
- Ли Дохун, амбасадор, 2014. - 2016.
- Ким Квангкеун, амбасадор, 2011. - 2014.
- Ким Јонгхе, амбасадор, 2005. - 2011.
- Ким Соо-донг, амбасадор, 2003. - 2005.
- Ли Со-хук, амбасадор, 2002. - 2003.
- Шин Доо-Бјонг, амбасадор, 1990. - 1991.

#### У Сеулу
- Немања Грбић, амбасадор, 2022. -
- Зоран Казазовић, амбасадор, 2014. - 2020.
- Слободан Маринковић, амбасадор, 2009. - 2013.
- /  Зоран Вељић, амбасадор, - 2009.
- Вукота Вишњевац, амбасадор, 1990. -